# Enispa albifrontata
Enispa albifrontata là một loài bướm đêm trong họ Noctuidae.